# Reuzenbrilvogel
De reuzenbrilvogel (Megazosterops palauensis) is een zangvogel uit de familie Zosteropidae (brilvogels).

## Verspreiding en leefgebied
Deze soort is endemisch in Palau, een eilandstaat in Micronesië.

## Status
De grootte van de populatie is in 1992 geschat op 9200 volwassen vogels. Aangenomen wordt dat de populatie sindsdien gedaald is door habitatverlies. Op de Rode lijst van de IUCN heeft deze soort daarom de status gevoelig.